# Gunno
Gunno är ett mansnamn, och är en konstlat latiniserad form av Gunne, som i sin tur är en gammal kortform av namn som börjar på Gun-. 
Under en kort tid, 1986–1992, hade Gunno namnsdag den 9 januari.
Antalet svenska personer med tilltalsnamnet Gunno var cirka 100 år 2003. Antalet svenskar som hade Gunno som något förnamn var cirka 300 år 2003.

## Personer med förnamnet Gunno
- Gunno Larsson
- Gunno Dahlstierna
- Gunno Gunnmo
- Gunno Kinnman
- Gunno Klingfors
- Gunno Palmquist
- Gunno Södersten